# Boulder Media
Boulder Media Limited este un studio de animație irlandez fondat de regizorul Robert Cullen în 2000. În prezent, este o subsidiară deținută în totalitate de compania media australiană Princess Pictures, care a achiziționat compania în 2022 de la proprietarul său anterior, Hasbro.

## Istorie
Cullen a fondat Boulder Media în 2000. Pe 13 iulie 2016, a devenit o subsidiară a Hasbro. Boulder Media a deschis o a doua locație în august 2017 în Dublin pe Claremont Road.
Pe 7 mai 2019, Hasbro și Boulder Media au anunțat lansarea unui nou studio de film de animație. Companiile au licitat pentru un vechi terminal de feriboturi pentru studio, dar a fost refuzată de Consiliul Județean Dún Laoghaire-Rathdown.
La 1 noiembrie 2022, Hasbro a vândut Boulder Media companiei media australiene Princess Pictures, cunoscută pentru producția serialelor de animație pentru adulți Smiling Friends, YOLO și Koala Man sub societatea în comun cu Bento Box Entertainment, Princess Bento.

## Filmografie

### Seriale de animație
| Nume                                     | An(i)     | Coproducție cu                                                                            | Canal                                               | Note                                                                                      |
| ---------------------------------------- | --------- | ----------------------------------------------------------------------------------------- | --------------------------------------------------- | ----------------------------------------------------------------------------------------- |
| Casa Foster pentru prieteni imaginari    | 2004–2009 | Cartoon Network Studios                                                                   | Cartoon Network                                     | Servicii de animație                                                                      |
| Shorty McShorts' Shorts                  | 2006–2007 | Walt Disney Television Animation                                                          | Disney Channel                                      | Serviciu de animație pentru episoadele "Horace & Boris in Got Your Nose" și "Mascot Prep" |
| Slacker Cats                             | 2007      | Laika Film Roman                                                                          |                                                     | Servicii de animație pentru episodul "Mexico"                                             |
| El Tigre: The Adventures of Manny Rivera | 2007–2008 | Mexopolis Nickelodeon Animation Studio                                                    | Nickelodeon                                         | Servicii de animație                                                                      |
| Funky Fables                             | 2008–2009 | JAM Media                                                                                 | CBBC                                                |                                                                                           |
| Uimitoarea lume a lui Gumball            | 2011–2012 | Cartoon Network Development Studio Europe Dandelion Studios Studio SOI                    | Cartoon Network                                     | Sezonul 1                                                                                 |
| Randy Cunningham: Băiatul Ninja          | 2012–2015 | Titmouse, Inc.                                                                            | Disney XD                                           |                                                                                           |
| Hoinarul intergalactic                   | 2015–2016 | Disney Television Animation                                                               | Disney XD                                           | Servicii de animație pentru sezonul 2                                                     |
| Danger Mouse                             | 2015–2019 | CBBC FremantleMedia Kids & Family Entertainment (2015–2017) Boat Rocker Media (2018–2019) | CBBC                                                |                                                                                           |
| Go Jetters                               | 2015–2020 | Giant Animation BBC Studios Blue-Zoo Productions (sezonul 2)                              | CBBC                                                |                                                                                           |
| Dorothy și Vrăjitorul din Oz             | 2017–2020 | Warner Bros. Animation                                                                    | Boomerang SVOD                                      | Servicii de animație                                                                      |
| Littlest Pet Shop: În lumea noastră      | 2018–2019 | Allspark Animation                                                                        | Discovery Family                                    |                                                                                           |
| Transformers: Cyberverse                 | 2018–2021 | Allspark Animation (sezoanele 1–3) Entertainment One (sezonul 4)                          | Cartoon Network (sezoanele 1–3) Netflix (sezonul 4) |                                                                                           |
| Transformers: Rescue Bots Academy        | 2019–2021 | Allspark Animation                                                                        | Discovery Family                                    | [ 5 ]                                                                                     |
| DC Super Hero Girls                      | 2019–2021 | Warner Bros. Animation                                                                    | Cartoon Network                                     | Servicii de animație                                                                      |
| Micul meu ponei: Viață de ponei          | 2020–2021 | Entertainment One                                                                         | Discovery Family                                    | [ 5 ]                                                                                     |
| Transformers: BotBots                    | 2022      | Entertainment One                                                                         | Netflix                                             | [ 9 ] [ 10 ] [ 11 ]                                                                       |
| Căpitanul Fall                           | 2023      | Writers & Models                                                                          | Netflix                                             | Servicii de animație                                                                      |
| Micronauts                               | Nelansat  | Entertainment One                                                                         | N/A                                                 | [ 5 ]                                                                                     |

### Scurtmetraje
| Nume                         | An   | Coproducție cu                  | Note            |
| ---------------------------- | ---- | ------------------------------- | --------------- |
| Boys Night Out               | 2003 |                                 |                 |
| Barber Shop                  | 2005 |                                 | [ 13 ]          |
| Carte de Visite              | 2006 |                                 | [ 14 ]          |
| The Big Rock Candy Mountains | 2006 |                                 | [ 15 ]          |
| Beauty Now                   | 2007 |                                 | [ 16 ]          |
| Fresh Cut Grass              | 2014 |                                 | [ 17 ]          |
| Brother Ezekiel              | 2020 |                                 |                 |
| Cat Burglar                  | 2022 | Broke & Bones Netflix Animation | Film interactiv |

### Speciale
| Nume                                                 | An   | Coproducție cu     | Canal            | Note |
| ---------------------------------------------------- | ---- | ------------------ | ---------------- | ---- |
| Adventures in Lalaloopsy Land: The Search for Pillow | 2012 | MGA Entertainment  | Nick Jr. Channel |      |
| My Little Pony: Equestria Girls – Canterlot Shorts   | 2017 | Hasbro Studios     | Discovery Family |      |
| Micul meu ponei: Drumul spre curcubeu                | 2019 | Allspark Animation | Discovery Family |      |

### Filme
| Film                              | AN   | Coproducție cu    | Distribuit de | Note |
| --------------------------------- | ---- | ----------------- | ------------- | ---- |
| Micul meu ponei: O nouă generație | 2021 | Entertainment One | Netflix       |      |